# Ducka Wola
Ducka Wola (prononciation : [ˈdut͡ska ˈvɔla]) est un village polonais de la gmina de Stromiec dans le powiat de Białobrzegi de la voïvodie de Mazovie dans le centre-est de la Pologne.
Il se situe à environ 5 kilomètres au nord de Stromiec (siège de la gmina), 12 kilomètres à l'est de Białobrzegi (siège du powiat) et à 60 kilomètres au sud de Varsovie (capitale de la Pologne).
Le village possède approximativement une population de 150 habitants en 2006.

## Histoire
De 1975 à 1998, le village appartenait administrativement à la voïvodie de Radom.